# Château de Saint-Quintin
Le château de Saint-Quintin est un édifice situé à Saint-Quintin-sur-Sioule, en France.

## Localisation
Le château est situé sur la commune de Saint-Quintin-sur-Sioule, dans le département du Puy-de-Dôme, en région Auvergne-Rhône-Alpes, en contrebas du bourg, sur une terrasse dominant légèrement la Sioule.

## Description
Le château illustre les styles qui se sont succédé jusqu'au XVIIe siècle. L'édifice se compose d'un corps de logis principal encadré d'un pavillon rectangulaire au nord et d'une tour ronde au sud.
Il a conservé à l'intérieur des boiseries, ainsi que des peintures dues à Isaac Moillon, au milieu du XVIIe siècle : des dessus de cheminée, notamment une Mort de Porcia signée et datée de 1653, et des peintures de plafonds.
À l'extérieur, la chapelle, composée de trois vaisseaux terminés par une abside entourée de deux absidioles, est antérieure au château (Xe siècle ou XIe siècle).

## Historique
Le château a été construit au XIIIe siècle pour commander la sortie aval des gorges de la Sioule. Au XVe siècle, il devient une résidence de plaisance.
Le château de Saint-Quintin est inscrit aux monuments historiques en 1973. Le parc a fait l'objet d'un pré-inventaire.